# Église Saint-Jean-le-Théologien de Lauš
Pour les articles homonymes, voir Église Saint-Jean.
L'église Saint-Jean-le-Théologien (en serbe cyrillique : Храм Светог Јована Богослова ; en serbe latin : Hram Svetog Jovana Bogoslova) est située en Bosnie-Herzégovine, dans la Ville de Banja Luka et dans le quartier de Lauš.

## Architecture

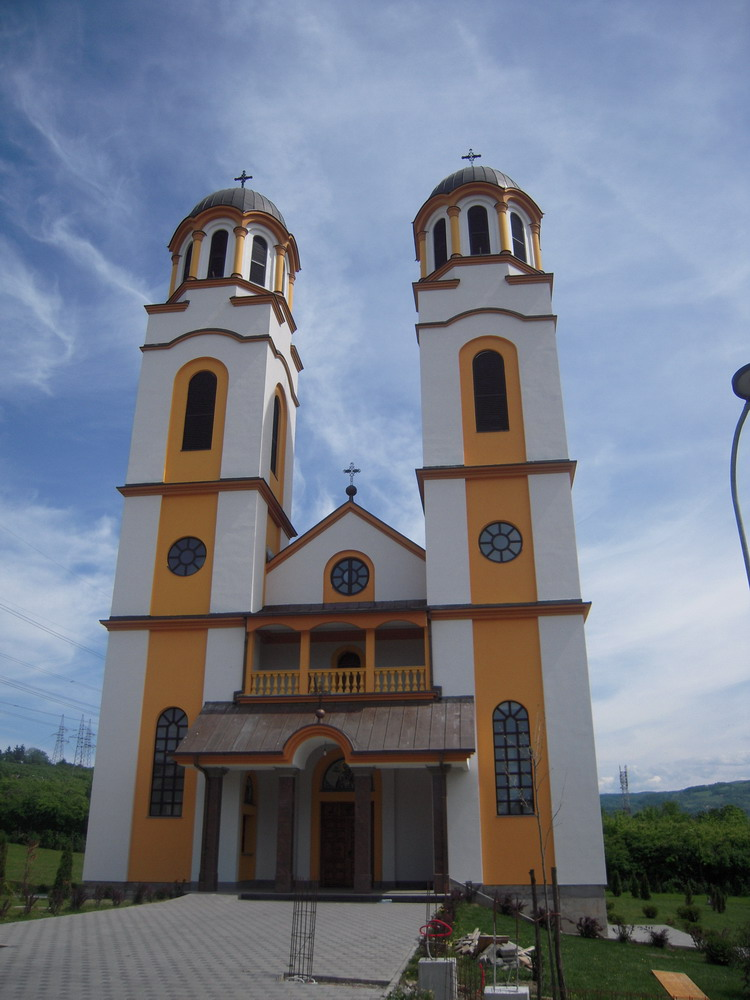
Autre vue de l'église